# House of Love
"House of Love" är brittiska pojkbandet East 17:s debutsingel från albumet Walthamstow, släppt i augusti 1992. Den toppade den svenska singellistan och hamnade bland de tio främsta i många länder.

## Bakgrund
East 17 var ursprungligen tänkta av tidigare Pet Shop Boys-managern Tom Watkins att vara av en tuffare version Take That. East 17 beslutade att deras första singel, liksom Take Thats debut, skulle vara ett snabbt dansnummer som skulle sälja bra bland både tonåringarna och samtidigt fungera ute på dansklubbarna.
Inspirerad av andra dansgrupper som The KLF och Snap!, skrev Tony Mortimer "House of Love" som en mock 'rave'-hymn, komplett med 'harmonisk' rap av Brian Harvey. Mortimer sjöng huvudverserna och hela gruppen sjöng refrängerna. The Pedigree Mix of av låten, komplett med en explosion och skällande hund i slutet, släpptes på singel, tillsammans med en lågbudgetvideo. En alternativ, dyrare, video spelades in 1993.
"House of Love" nådde topplaceringen #10 på listan, och gjorde East 17 till en av de större popgruppen. Låten låg på gruppens debutalbum, Walthamstow, och deras greatest hits-samlingsalbum från 1996.
Den 15 april 2011, lade T-Mobile upp en videoparodi på JK Wedding Entrance Dance med bröllopet mellan prins William och Kate Middleton veckor före bröllopet, som använde koreografi med gruppens sång, ägde rum.

## Format och låtlistor
7"-singel
1. "House of Love" (pedigree mix) — 4:37
2. "House of Love" (the expedient demo) — 7:43

12"-maxi
USA:
1. "House of Love" (son of a bitch mix) — 9:02
2. "House of Love" (wet nose mix) — 6:04
3. "House of Love" (murk's main mix) — 6:41
4. "House of Love" (Oscar G's dope dub) — 6:45

Storbritannien:
1. "House of Love" (son of a bitch mix)
2. "House of Love" (glossy coat mix)
3. "House of Love" (wet nose mix)

CD-maxi
1. "House of Love" (pedigree mix) — 4:41
2. "House of Love" (son of a bitch mix) — 9:05
3. "House of Love" (glossy coat mix) — 8:08
4. "House of Love" (wet nose mix) — 6:10

CD-singel
Storbritannien:
1. "House of Love" (pedigree mix) — 4:37
2. "House of Love" (the expedient demo) — 7:43

Australien:
1. "House of Love" (pedigree mix) — 4:41
2. "House of Love" (wet nose mix) — 6:11

Kassettband
1. "House of Love" (pedigree mix) — 4:37
2. "House of Love" (the expedient demo) — 7:43

## Listplaceringar
| Lista (1992–1993) | Topplacering |
| ----------------- | ------------ |
| Australien        | 5            |
| Frankrike         | 8            |
| Nederländerna     | 21           |
| Norge             | 8            |
| Nya Zeeland       | 48           |
| Schweiz           | 10           |
| Storbritannien    | 10           |
| Sverige           | 1            |
| Österrike         | 7            |

### Fotnoter
1. ↑  JK Wedding Entrance Dance - YouTube.com
2. ↑  The T-Mobile Royal Wedding - YouTube.com
3. 1 2  ”Listplacering”. http://austriancharts.at/showitem.asp?interpret=East+17&titel=House+Of+Love&cat=s. Läst 19 mars 2012.
4. ↑  ”Listplacering”. http://lescharts.com/showitem.asp?interpret=East+17&titel=House+Of+Love&cat=s. Läst 19 mars 2012.
5. ↑  ”Listplacering”. http://dutchcharts.nl/showitem.asp?interpret=East+17&titel=House+Of+Love&cat=s. Läst 19 mars 2012.
6. ↑  ”Listplacering”. http://norwegiancharts.com/showitem.asp?interpret=East+17&titel=House+Of+Love&cat=s. Läst 19 mars 2012.
7. ↑  ”Listplacering”. Arkiverad från originalet den 2 november 2012. https://web.archive.org/web/20121102235151/http://charts.org.nz/showitem.asp?interpret=East+17&titel=House+Of+Love&cat=s. Läst 19 mars 2012.
8. ↑  ”Listplacering”. http://hitparade.ch/showitem.asp?interpret=East+17&titel=House+Of+Love&cat=s. Läst 19 mars 2012.
9. ↑  ”Listplacering”. Arkiverad från originalet den 24 juli 2012. https://archive.is/20120724161518/http://www.chartstats.com/release.php?release=19883. Läst 19 mars 2012.
10. ↑  ”Listplacering”. http://swedishcharts.com/showitem.asp?interpret=East+17&titel=House+Of+Love&cat=s. Läst 19 mars 2012.